# Hino de Gibraltar
Gibraltar mantém como hino oficial God Save the King, tal como acontece com os restantes territórios ultramarinos britânicos. No entanto, também tem o seu próprio hino local, o Hino de Gibraltar, que foi escolhido num concurso em 1994. Tanto a letra como a música foi composta por Peter Emberley, que não é de Gibraltar.
É tocado todos os anos no final do comício político do Dia Nacional de Gibraltar, em 10 de setembro.

## Letra

### Em inglês
Gibraltar, Gibraltar,

The Rock on which I stand,

May you be forever free,

Gibraltar, my own land.

Mighty pillar,

Rock of splendour,

Guardian of the sea,

Port of hope in times of need,

Rich in history.

Gibraltar, Gibraltar,

The Rock on which I stand,

May you be forever free,

Gibraltar my own land.

God give grace to this our homeland,

Help us to live as one,

Strong in freedom,

Truth and justice,

Let this be our song.

Gibraltar, Gibraltar,

The Rock on which I stand,

May you be forever free,

Gibraltar! Gibraltar!

My own land!

### Tradução para português
Gibraltar, Gibraltar,

O rochedo em que eu estou,

Você pode ser para sempre livre,

Gibraltar, a minha própria terra.

Poderoso pilar,

Rochedo de esplendor,

Guardião do mar,

Porto de esperança em tempos de necessidade,

Rico em história.

Gibraltar, Gibraltar,

O rochedo em que eu estou,

Você pode ser para sempre livre,

Gibraltar, a minha própria terra.

Deus dá graça a esta nossa pátria,

Ajuda-nos a viver como uma,

Forte em liberdade,

Verdade e Justiça,

Que esta seja a nossa música.

Gibraltar, Gibraltar,

O rochedo em que eu estou,

Você pode ser para sempre livre,

Gibraltar! Gibraltar!

A minha própria terra! 